# USS LST-340
O USS LST-340 foi um navio de guerra norte-americano da classe LST que operou durante a Segunda Guerra Mundial.